# Margaret Leahy
Margaret Leahy (Londra, 7 agosto 1902 – Los Angeles, 17 febbraio 1967) è stata un'attrice inglese.

## Biografia
L'11 settembre 1922 Joseph Schenck, presidente della First National Pictures e marito dell'attrice Norma Talmadge, in accordo con il finanziere inglese Edward Hulton, proprietario del quotidiano Daily Sketch, del cinegiornale Topical Budget e della casa di distribuzione Film Booking Offices, lanciò in Gran Bretagna un concorso per trovare una nuova e giovane attrice che, come premio, avrebbe recitato accanto a Norma Talmadge nel film di prossima realizzazione Within the Law.
In quaranta giorni furono esaminate le fotografie di 80.000 ragazze britanniche, dalle quali furono selezionate cento finaliste che in novembre sostennero ciascuna un provino cinematografico che fu poi visionato dalla commissione giudicatrice formata dalle sorelle Talmadge, da Joe Schenck, dal regista Edward José e da altri rappresentanti della First National. Finalmente, il 14 novembre fu proclamata vincitrice Margaret Leahy, ventenne commessa di un negozio di abbigliamento del quartiere londinese di Brixton, davanti ad altre due ragazze, Jean Jay e Irene Coney.
Divenuta popolarissima grazie a un grande battage pubblicitario, Margaret Leahy percorse l'isola per una settimana accolta ovunque da grandi folle, prima d'imbarcarsi con la madre, il 26 novembre, per gli Stati Uniti. Giunse a New York il 3 dicembre, e dopo qualche giorno partì con le sorelle Talmadge per Hollywood, dove incontrò, tra gli altri, Charlie Chaplin e Mary Pickford.
I problemi vennero girando le scene di prova del film Within the Law. Il regista Frank Lloyd finì col rifiutarsi di accoglierla nel cast e, dovendo onorare il premio del concorso, il produttore Joseph Schenck dirottò la Leahy nel cast del film Three Ages di Eddie Cline e Buster Keaton, sostituendola con Eileen Percy. Era convinzione di Schenck che un'attrice priva di talento, se non poteva recitare in un film drammatico, poteva almeno partecipare a un film comico.
Keaton, marito di Natalie Talmadge, dovette accettare di scritturare la Leahy. Le riprese terminarono alla fine del febbraio 1923 e a giugno Margaret Leahy si recò in Gran Bretagna, accolta con immutato entusiasmo, per presentare la prima del film, cui assistette anche la principessa Alice, duchessa di Gloucester. Tornò poi negli Stati Uniti, dove era stata scelta tra le WAMPAS Baby Stars, ma la sua carriera era già finita. Lei stessa rinunciò a ogni ambizione artistica e cercò di cancellare anche il ricordo di quell'esperienza distruggendo tutti i suoi album di fotografie. Visse a Los Angeles, dove si sposò e lavorò come arredatrice per una catena di grandi magazzini. Morì, sembra suicida, nel 1967, e fu sepolta nell'Hollywood Forever Cemetery.

## Riconoscimenti
- WAMPAS Baby Star nel 1923

## Fonti
- Luke McKernan, Just a Brixton Shop Girl, The Keaton Chronicle, a. 19, n. 3, 2011